# Nati il 2 ottobre
| Questa pagina contiene informazioni ricavate automaticamente dalle voci biografiche con l'ausilio del template Bio e di un bot. L'aggiornamento è periodico e automatico e ricostruisce completamente la pagina. Se manca una persona in questa lista, sei pregato di non aggiungerla, ma accertati piuttosto che la sua voce biografica contenga il template Bio e che i dati anagrafici siano correttamente compilati. Se il template Bio manca, inseriscilo tu stesso o, in alternativa, metti l'avviso {{tmp\|Bio}} che ne segnala la mancanza. Se i dati riportati sono sbagliati, correggi direttamente la voce biografica; le modifiche saranno visibili in questa lista entro pochi giorni. Per chiarimenti vedi il progetto biografie. La lista contiene solo le 1.123 persone che sono citate nell'enciclopedia e per le quali è stato implementato correttamente il template Bio. Pagina aggiornata al 13 ago 2025. |

## III secolo(1)
- 226 - Bà Triệu, condottiera vietnamita († 248)

## XIII secolo(1)
- 1238 - Mangrai, condottiero († 1317)

## XIV secolo(2)
- 1327 - Baldo degli Ubaldi, giurista italiano († 1400)
- 1338 - Ismaʿil II di Granada, sultano († 1360)

## XV secolo(4)
- 1452 - Riccardo III d'Inghilterra, sovrano († 1485)
- 1453 - Hieronymus Bosch, pittore fiammingo († 1516)
- 1470 - Isabella di Trastámara († 1498)
- 1470 - Isabella d'Aragona, duchessa († 1524)

## XVI secolo(6)
- 1538 - Carlo Borromeo, cardinale e arcivescovo cattolico italiano († 1584)
- 1547 - Filippo Luigi del Palatinato-Neuburg, conte († 1614)
- 1550 - Rodolfo Acquaviva, gesuita e missionario italiano († 1583)
- 1568 - Marino Ghetaldi, matematico e scienziato dalmata († 1626)
- 1582 - Augusto del Palatinato-Sulzbach, nobile tedesco († 1632)
- 1591 - Margherita Gonzaga di Lorena, nobildonna italiana († 1632)

## XVII secolo(16)
- 1616 - Andreas Gryphius, poeta e drammaturgo tedesco († 1664)
- 1619 - Gédéon Tallemant des Réaux, scrittore e poeta francese († 1692)
- 1636 - Girolamo Troppa, pittore italiano († 1711)
- 1637 - Adriano, arcivescovo ortodosso russo († 1700)
- 1665 - Franz Anton von Harrach, arcivescovo cattolico tedesco († 1727)
- 1666 - Maria Anna di Borbone-Francia, nobile francese († 1739)
- 1667 - Luigi di Borbone, conte di Vermandois, militare francese († 1683)
- 1679 - Alvise Foscari, patriarca cattolico italiano († 1758)
- 1679 - Simpert Kramer, architetto tedesco († 1753)
- 1682 - Matteo Franzoni, doge († 1767)
- 1686 - Giovanni Antonio Bianchi, letterato e teologo italiano († 1758)
- 1687 - Daniele Concina, presbitero italiano († 1756)
- 1698 - Aleksandr Grigor'evič Stroganov, politico e ufficiale russo († 1754)
- 1699 - Antonio Calegari, scultore italiano († 1777)
- 1700 - Erasmus Fröhlich, storico, numismatico e gesuita austriaco († 1758)
- 1700 - Nikolaj Grigor'evič Stroganov, politico russo († 1758)

## XVIII secolo(41)
- 1704 - František Ignác Antonín Tůma, compositore ceco († 1774)
- 1715 - Domenico Caracciolo, diplomatico e politico italiano († 1789)
- 1718 - Elizabeth Montagu, letterata e mecenate inglese († 1800)
- 1720 - Giovanna Astrua, soprano italiano († 1757)
- 1725 - Ange Laurent de Lalive de Jully, banchiere, mecenate e disegnatore francese († 1779)
- 1725 - José Francisco Miguel António de Mendonça, cardinale e patriarca cattolico portoghese († 1808)
- 1727 - Ignaz Schiffermüller, naturalista austriaco († 1806)
- 1734 - Gabriel Anton Splény de Miháldy, generale austriaco († 1818)
- 1738 - Giovanni Antonio Fontana, architetto italiano († 1803)
- 1741 - Augustin Barruel, gesuita, saggista e scrittore francese († 1820)
- 1742 - Angelo Scarabelli Manfredi Pedocca, politico, ingegnere e militare italiano († 1811)
- 1745 - François Augustin Reynier de Jarjayes, generale francese († 1822)
- 1746 - Peter Jacob Hjelm, chimico svedese († 1813)
- 1749 - Augusta Dorotea di Brunswick-Wolfenbüttel, principessa († 1810)
- 1751 - Angelo Maria d'Elci, letterato italiano († 1824)
- 1752 - Jeanne Louise Henriette Campan, scrittrice francese († 1822)
- 1752 - Samuel Story, ammiraglio olandese († 1811)
- 1754 - Louis de Bonald, filosofo e politico francese († 1840)
- 1756 - Jacob van Strij, pittore olandese († 1815)
- 1761 - Pedro Caro, generale spagnolo († 1811)
- 1761 - Charles Nerinckx, prete e missionario belga († 1824)
- 1761 - Franjo Tomašić, militare austriaco († 1831)
- 1763 - Ekaterina Sergeevna Samojlova, nobildonna russa († 1830)
- 1768 - William Carr Beresford, I visconte Beresford, militare e politico britannico († 1854)
- 1769 - Frederick Hervey, I marchese di Bristol, politico britannico († 1859)
- 1777 - Jacques Mathieu Delpech, medico francese († 1832)
- 1778 - Johann Peter Mirer, vescovo cattolico svizzero († 1862)
- 1779 - Giuseppe de Fornari, funzionario e politico italiano († 1858)
- 1781 - William Wyatt Bibb, politico statunitense († 1820)
- 1781 - Charles Noel, I conte di Gainsborough, nobile e politico inglese († 1866)
- 1785 - Amedeo Peyron, filologo classico, orientalista e papirologo italiano († 1870)
- 1787 - Nicolas Gosse, pittore francese († 1878)
- 1788 - Samuele Della Vida, dirigente d'azienda, imprenditore e banchiere italiano († 1879)
- 1789 - Charles John Beckwith, generale britannico († 1862)
- 1791 - Benedetta Cambiagio Frassinello, religiosa italiana († 1858)
- 1791 - Victor-Amédée Lebesgue, matematico francese († 1875)
- 1798 - Carlo Alberto di Savoia, sovrano († 1849)
- 1798 - Théodore Guérin, religiosa e missionaria francese († 1856)
- 1800 - Francis Kiernan, anatomista britannico († 1874)
- 1800 - Felix Schwarzenberg, politico e diplomatico austriaco († 1852)
- 1800 - Nat Turner, rivoluzionario statunitense († 1831)

## XIX secolo(153)
- 1802 - Luigi Cochetti, pittore italiano († 1884)
- 1802 - Maria Luisa Carlotta di Borbone-Parma, principessa italiana († 1857)
- 1802 - Édouard Ménétries, entomologo e naturalista francese († 1861)
- 1802 - Pierviviano Zecchini, scrittore italiano († 1882)
- 1804 - Isaac Crary, politico statunitense († 1854)
- 1805 - William Cunningham, teologo scozzese († 1861)
- 1809 - Louis Charles Delescluze, politico, avvocato e giornalista francese († 1871)
- 1811 - Francesco De Luca, avvocato, politico e patriota italiano († 1875)
- 1813 - Auguste André Thomas Cahours, chimico francese († 1891)
- 1813 - Claudius Schraudolph il Vecchio, pittore e litografo tedesco († 1891)
- 1814 - Louisa Thiers, supercentenaria statunitense († 1926)
- 1815 - Augusto Nomis di Cossilla, prefetto e politico italiano († 1881)
- 1817 - Massimiliano di Leuchtenberg, duca († 1852)
- 1817 - Gunnar Wennerberg, scrittore svedese († 1901)
- 1819 - Biagio Verri, religioso e attivista italiano († 1884)
- 1821 - Nino Bixio, militare e politico italiano († 1873)
- 1821 - Alexander Peter Stewart, militare statunitense († 1908)
- 1822 - Jan Kappeyne van de Coppello, politico olandese († 1895)
- 1825 - Desiderato Chiaves, poeta, giornalista e politico italiano († 1895)
- 1826 - Federico Maldarelli, pittore e scultore italiano († 1893)
- 1826 - Wilhelm Ritter von Flattich, architetto austriaco († 1900)
- 1826 - Gustav Heinrich Wiedemann, fisico tedesco († 1899)
- 1828 - Charles Floquet, politico francese († 1896)
- 1829 - Adrien Joseph Prax-Paris, politico francese († 1909)
- 1832 - Julius Sachs, botanico tedesco († 1897)
- 1832 - Edward Burnett Tylor, antropologo britannico († 1917)
- 1833 - Henri Rouart, ingegnere e pittore francese († 1912)
- 1836 - Giuseppe Sinico, compositore italiano († 1907)
- 1837 - Raffaello Tancredi, pittore italiano
- 1839 - Hans Thoma, pittore tedesco († 1924)
- 1839 - François Oscar de Négrier, militare francese († 1913)
- 1841 - Enrico Gemelli, attore teatrale e commediografo italiano († 1926)
- 1842 - José C. Paz, politico, giornalista e filantropo argentino († 1912)
- 1843 - Porzia Montanaro, brigante italiana († 1922)
- 1847 - Paul von Hindenburg, generale e politico tedesco († 1934)
- 1847 - Sergej Gennadievič Nečaev, rivoluzionario russo († 1882)
- 1848 - Augusto Franzoj, giornalista e esploratore italiano († 1911)
- 1849 - Robert Henry Barnes, scacchista britannico († 1916)
- 1849 - Christina Karnebeek-Backs, supercentenaria olandese († 1959)
- 1849 - Francisco Simón y Ródenas, missionario e vescovo cattolico spagnolo († 1914)
- 1851 - Ferdinand Foch, generale francese († 1929)
- 1851 - Francesco Paolo Michetti, pittore, fotografo e politico italiano († 1929)
- 1852 - Curt von François, militare, politico e geografo tedesco († 1931)
- 1852 - Hugo II Logothetti, diplomatico e politico austriaco († 1918)
- 1852 - William O'Brien, patriota, giornalista e politico irlandese († 1928)
- 1852 - William Ramsay, chimico scozzese († 1916)
- 1852 - Carolina Santocanale, religiosa italiana († 1923)
- 1853 - Vere St. Leger Goold, tennista e criminale irlandese († 1909)
- 1853 - Blanche Roosevelt, soprano e scrittrice statunitense († 1898)
- 1854 - Patrick Geddes, biologo, sociologo e urbanista scozzese († 1932)
- 1854 - Nikolaj Aleksandrovič Tret'jakov, generale russo († 1917)
- 1855 - Paul Durrieu, storico dell'arte e medievista francese († 1925)
- 1856 - Nerio Malvezzi de' Medici, politico italiano († 1929)
- 1857 - Enrico Scalini, agronomo, imprenditore e politico italiano († 1946)
- 1857 - Martinus Theunis Steyn, politico sudafricano († 1916)
- 1857 - Arthur Edward Waite, mistico e esoterista statunitense († 1942)
- 1860 - Basilio Cascella, pittore italiano († 1950)
- 1861 - Edmund Harbitz, avvocato e politico norvegese († 1916)
- 1861 - Zinaida Nikolaevna Jusupova, nobildonna russa († 1939)
- 1862 - Justus D. Barnes, attore statunitense († 1946)
- 1862 - Angelo Bosi, militare italiano († 1915)
- 1865 - Pietro Guerri, scultore e politico italiano († 1936)
- 1866 - Charles Ricketts, pittore e scrittore svizzero († 1931)
- 1867 - Oreste Jacobini, ingegnere, dirigente d'azienda e politico italiano († 1956)
- 1867 - Nilo Peçanha, avvocato e politico brasiliano († 1924)
- 1867 - Božena Slančíková-Timrava, scrittrice e drammaturga slovacca († 1951)
- 1868 - Fabrizio Maffi, politico e medico italiano († 1955)
- 1868 - Giuseppe Pino, inventore italiano († 1952)
- 1869 - Mahatma Gandhi, politico, filosofo e avvocato indiano († 1948)
- 1869 - Man Afraid Soap, giocatore di lacrosse canadese († 1937)
- 1870 - Horace Hood, ammiraglio britannico († 1916)
- 1871 - Cordell Hull, politico statunitense († 1955)
- 1871 - Gaston Milian, medico e dermatologo francese († 1945)
- 1872 - Roberto Bencivenga, generale e politico italiano († 1949)
- 1872 - Uilke Vuurman, tiratore a segno olandese († 1955)
- 1874 - Pio Calletti, funzionario e politico italiano († 1947)
- 1875 - Eugenio Boegan, esploratore e speleologo italiano († 1939)
- 1876 - George Marshall, mezzofondista, velocista e tennista britannico
- 1876 - Ludovico Tarsia, politico italiano († 1970)
- 1877 - Michel-Dimitri Calvocoressi, scrittore e critico musicale francese († 1944)
- 1877 - Carl Hayden, politico statunitense († 1972)
- 1877 - Marco Sales, teologo e biblista italiano († 1936)
- 1878 - Gino Funaioli, filologo classico e latinista italiano († 1958)
- 1878 - Antonio Panella, archivista e storico italiano († 1954)
- 1879 - Idris Bell, egittologo britannico († 1967)
- 1879 - Louis Notari, scrittore, poeta e politico monegasco († 1961)
- 1879 - Wallace Stevens, poeta statunitense († 1955)
- 1880 - Kenneth Jewett, pugile statunitense († 1944)
- 1881 - Antonio Villar Ponte, politico, scrittore e giornalista spagnolo († 1936)
- 1882 - Emilio Bancale, generale italiano († 1951)
- 1882 - Claudio Augusto Cavalcabò Fratta, nobile, giornalista e dirigente d'azienda italiano († 1971)
- 1882 - Nicola Coco, magistrato e giurista italiano († 1948)
- 1882 - Pietro Rondoni, patologo e oncologo italiano († 1956)
- 1882 - Boris Michajlovič Šapošnikov, generale e politico sovietico († 1945)
- 1882 - Ethel Grey Terry, attrice statunitense († 1931)
- 1883 - Ángel Flores, generale e politico messicano († 1926)
- 1883 - Karl von Terzaghi, ingegnere austriaco († 1963)
- 1884 - Gervasio Bitossi, generale italiano († 1951)
- 1884 - Tempe Pigott, attrice inglese († 1962)
- 1885 - Giuseppe Bentivogli, politico, sindacalista e partigiano italiano († 1945)
- 1885 - Carlo De Ferrari, arcivescovo cattolico italiano († 1962)
- 1885 - Harold Stanley, imprenditore statunitense († 1963)
- 1886 - B. Reeves Eason, regista, attore e sceneggiatore statunitense († 1956)
- 1886 - Jisaburō Ozawa, ammiraglio giapponese († 1966)
- 1886 - Robert Julius Trumpler, astronomo svizzero († 1956)
- 1887 - Giuseppe Barone, pittore italiano († 1956)
- 1887 - Violet Jessop, infermiera britannica († 1971)
- 1887 - Ephraim Longworth, calciatore e allenatore di calcio inglese († 1968)
- 1887 - Andrea Marrazzi, schermidore e dirigente sportivo italiano († 1972)
- 1888 - Sisto Frajria, militare italiano († 1917)
- 1888 - Vincenzo Fresia, allenatore di calcio e calciatore italiano († 1946)
- 1888 - Priamo Leonardi, ammiraglio italiano († 1984)
- 1888 - Giuseppe Tugnoli, pesista e discobolo italiano († 1968)
- 1889 - Maximilian de Angelis, generale austriaco († 1974)
- 1889 - Stefano La Colla, paleografo, esperantista e linguista italiano († 1966)
- 1889 - Gustaw Orlicz-Dreszer, generale polacco († 1936)
- 1890 - Rachel Bluwstein, poetessa russa († 1931)
- 1890 - Ivan Leopol'dovič Lorenc, rivoluzionario e diplomatico sovietico († 1941)
- 1890 - Groucho Marx, attore, comico e scrittore statunitense († 1977)
- 1890 - Michele Robotti, ciclista su strada italiano († 1952)
- 1890 - Gino Simi, musicista e compositore italiano († 1953)
- 1890 - Giuseppe Tonani, sollevatore e tiratore di fune italiano († 1971)
- 1891 - Harry Franks, pugile britannico († 1973)
- 1891 - Werner Lorenz, generale tedesco († 1974)
- 1891 - Bruno Mendini, politico italiano († 1957)
- 1891 - H.V. Porter, dirigente sportivo e inventore statunitense († 1975)
- 1891 - James Wilson, mezzofondista britannico († 1973)
- 1892 - Henri Lesur, calciatore francese († 1971)
- 1892 - Violet Mersereau, attrice statunitense († 1975)
- 1892 - Louis Quenault, militare e aviatore francese († 1958)
- 1892 - Paul Teste, aviatore francese († 1925)
- 1892 - Henry Victor, attore inglese († 1945)
- 1893 - Albert Cobo, politico statunitense († 1957)
- 1893 - Rochus von Rheinbaben, ambasciatore tedesco († 1937)
- 1893 - Leroy Shield, compositore statunitense († 1962)
- 1894 - Bernardino Palaj, poeta, scrittore e presbitero albanese († 1946)
- 1894 - Thomas L. Sprague, ammiraglio statunitense († 1972)
- 1895 - Marceau Pivert, sindacalista, giornalista e politico francese († 1958)
- 1895 - Ezio Taddei, anarchico e scrittore italiano († 1956)
- 1896 - Jacques Duclos, politico francese († 1975)
- 1897 - Bud Abbott, comico e produttore cinematografico statunitense († 1974)
- 1897 - François Claessens, ginnasta belga († 1971)
- 1897 - Jess Kirkpatrick, attore statunitense († 1976)
- 1897 - Joe Profaci, mafioso italiano († 1962)
- 1897 - Giorgio Rodocanacchi, militare e marinaio italiano († 1941)
- 1898 - Francesco Diana, prefetto italiano († 1969)
- 1898 - Myron Selznick, produttore cinematografico statunitense († 1944)
- 1899 - Mariano Majani, militare italiano († 1969)
- 1899 - Edmund Clifton Stoner, fisico britannico († 1968)
- 1900 - Umberto Bosco, critico letterario, storico della letteratura e italianista italiano († 1987)
- 1900 - Enzo Dal Dan, calciatore italiano († 1968)
- 1900 - Kim Dong-in, scrittore coreano († 1951)
- 1900 - Angelo Visentin, politico italiano († 1951)

## XX secolo(870)
- 1901 - Roy Campbell, poeta e scrittore sudafricano († 1957)
- 1901 - Arthur Dietzsch, militare tedesco († 1974)
- 1901 - Charles Stark Draper, ingegnere statunitense († 1987)
- 1901 - Wolfango Giusti, slavista e traduttore italiano († 1980)
- 1901 - Alice Prin, modella, attrice e scrittrice francese († 1953)
- 1902 - Harry Farrell, calciatore statunitense († 1980)
- 1902 - Leopold Figl, politico austriaco († 1965)
- 1902 - Sjaak Köhler, nuotatore e pallanuotista olandese († 1970)
- 1902 - Toivo Loukola, siepista e mezzofondista finlandese († 1984)
- 1902 - Oscar Sorgato, pittore italiano († 1941)
- 1903 - Da Rovere, paroliere e editore italiano († 1987)
- 1903 - Michele Mara, ciclista su strada italiano († 1986)
- 1903 - Lajos Maszlay, schermidore ungherese († 1979)
- 1903 - Aldo Vettori, calciatore e allenatore di calcio italiano († 1996)
- 1904 - Graham Greene, scrittore, drammaturgo e sceneggiatore britannico († 1991)
- 1904 - Georges Miez, ginnasta svizzero († 1999)
- 1904 - Umberto Sacripante, attore italiano († 1975)
- 1904 - Lal Bahadur Shastri, politico indiano († 1966)
- 1904 - Raffaele Spongano, filologo, metricista e storico della letteratura italiano († 2004)
- 1904 - Joachim Ziegler, generale tedesco († 1945)
- 1905 - Rémy Bourlès, illustratore, disegnatore e sceneggiatore francese († 1997)
- 1905 - Fumiko Enchi, scrittrice giapponese († 1986)
- 1905 - Maximilian Grabner, poliziotto e criminale di guerra austriaco († 1948)
- 1905 - Hemaiag Bedros XVII Guedikian, patriarca cattolico e abate armeno († 1998)
- 1905 - Laurent Henric, calciatore francese († 1992)
- 1905 - Engles Profili, partigiano, medico e giornalista italiano († 1944)
- 1905 - Franjo Šeper, cardinale croato († 1981)
- 1905 - Gustav Wiederkehr, dirigente sportivo svizzero († 1972)
- 1906 - Ivan Bahrjanyj, scrittore ucraino († 1963)
- 1906 - Licurgo Angelo Fava, partigiano italiano († 1944)
- 1906 - Bernardo Grosser, dirigente d'azienda polacco († 2003)
- 1906 - Wilhelm Petersén, hockeista su ghiaccio svedese († 1988)
- 1907 - Samuel G.F. Brandon, biblista e presbitero britannico († 1971)
- 1907 - Jan Hulsker, storico dell'arte olandese († 2002)
- 1907 - Ángel León, tiratore a segno spagnolo († 1979)
- 1907 - Víctor Paz Estenssoro, politico boliviano († 2001)
- 1907 - Alexander Robertus Todd, chimico scozzese († 1997)
- 1907 - Renzo Vandelli, calciatore italiano († 1944)
- 1908 - Fortunato Baldinotti, calciatore italiano († 1947)
- 1908 - Michele Dixitdomino, pittore italiano († 2003)
- 1908 - Arthur Erdélyi, matematico ungherese († 1977)
- 1908 - Lino Gallino, calciatore italiano († 1975)
- 1908 - Pietro Grifone, politico, antifascista e partigiano italiano († 1983)
- 1908 - Ruth Roche, baronessa Fermoy, nobile britannica († 1993)
- 1908 - Matteo Guido Sperandeo, vescovo cattolico italiano († 1987)
- 1909 - Margita Figuli, scrittrice slovacca († 1995)
- 1909 - Li Baohua, politico e funzionario cinese († 2005)
- 1909 - Armando Marchetti, arbitro di calcio italiano
- 1909 - Amedeo Potito, presbitero e storico italiano († 1992)
- 1909 - Alex Raymond, fumettista statunitense († 1956)
- 1909 - Henry Toft, giornalista, insegnante e rugbista a 15 britannico († 1987)
- 1910 - Giorgio Agliani, produttore cinematografico e regista italiano († 1996)
- 1910 - Rosemary Carr, attrice statunitense († 1987)
- 1910 - Aldo Olivieri, allenatore di calcio, dirigente sportivo e calciatore italiano († 2001)
- 1910 - Michele Riccardini, attore italiano († 1978)
- 1910 - Antonio Schivardi, militare e partigiano italiano († 1944)
- 1911 - Willie Adams, cestista statunitense († 1992)
- 1911 - Mario Cergol, hockeista su pista e allenatore di hockey su pista italiano († 1975)
- 1911 - Bert Duncanson, hockeista su ghiaccio canadese († 2000)
- 1911 - Jack Finney, autore di fantascienza statunitense († 1995)
- 1911 - Tilly Fleischer, giavellottista tedesca († 2005)
- 1911 - Pasquale Rywalski, religioso svizzero († 2002)
- 1912 - Dina Bellotti, pittrice italiana († 2003)
- 1912 - Bjarne Iversen, fondista norvegese († 1999)
- 1912 - Frank Malina, ingegnere e pittore statunitense († 1981)
- 1913 - Arnaldo Armani, politico italiano († 1980)
- 1913 - William Ching, attore statunitense († 1989)
- 1913 - Karl Miller, calciatore tedesco († 1967)
- 1913 - Roma Mitchell, politica, avvocato e giurista australiana († 2000)
- 1913 - Alberto Talegalli, attore, sceneggiatore e conduttore radiofonico italiano († 1961)
- 1914 - Božena Dobešová, ginnasta cecoslovacca († 1990)
- 1914 - Jurij Borisovič Levitan, conduttore radiofonico sovietico († 1983)
- 1914 - Jan Nowak-Jeziorański, giornalista e patriota polacco († 2005)
- 1914 - Jack Parsons, ingegnere statunitense († 1952)
- 1916 - Anna Maria Princigalli, pedagogista, partigiana e politica italiana († 1969)
- 1916 - Ángel Suquía Goicoechea, cardinale e arcivescovo cattolico spagnolo († 2006)
- 1917 - Livio Bussi, allenatore di calcio e calciatore italiano
- 1917 - Christian de Duve, biochimico belga († 2013)
- 1917 - Charles Drake, attore statunitense († 1994)
- 1917 - János Harmatta, linguista ungherese († 2004)
- 1917 - William Marshall, attore e regista statunitense († 1994)
- 1917 - Rosaleen Norton, artista australiana († 1979)
- 1918 - Federico De Rocco, pittore e incisore italiano († 1962)
- 1918 - Claude Eatherly, aviatore statunitense († 1978)
- 1918 - Herb Voland, attore statunitense († 1981)
- 1919 - Shirley Clarke, regista statunitense († 1997)
- 1919 - Ermanno Englaro, allenatore di calcio e calciatore italiano († 1981)
- 1919 - Giuseppe Fasoli, avvocato e politico italiano († 2013)
- 1919 - Jan Flinterman, pilota di Formula 1 olandese († 1992)
- 1919 - Luigi Massignan, psichiatra e partigiano italiano († 2020)
- 1919 - Antonio Medina García, scacchista spagnolo († 2003)
- 1919 - Ottino Sabbadini, aviatore e militare italiano († 1948)
- 1919 - Anton Sigurðsson, calciatore islandese († 1988)
- 1920 - Giuseppe Colombo, matematico, fisico e ingegnere italiano († 1984)
- 1920 - Ștefan Kovács, allenatore di calcio e calciatore rumeno († 1995)
- 1920 - Tun Tin, generale e politico birmano († 2020)
- 1921 - Werner Baßler, calciatore tedesco († 1989)
- 1921 - Luigi Candoni, drammaturgo e scrittore italiano († 1974)
- 1921 - Felice Mattioli, scultore italiano († 2005)
- 1921 - Edmund Crispin, scrittore e compositore britannico († 1978)
- 1921 - Mike Nazaruk, pilota automobilistico statunitense († 1955)
- 1921 - Robert Runcie, arcivescovo anglicano britannico († 2000)
- 1921 - Giorgio Scarlatti, pilota automobilistico italiano († 1990)
- 1922 - Məmməd Bağırov, militare, partigiano e guerrigliero azero († 1997)
- 1922 - Ken Menke, cestista e allenatore di pallacanestro statunitense († 2002)
- 1922 - Žarko Muljačić, linguista, glottologo e italianista jugoslavo († 2009)
- 1922 - Lorenzo Natali, politico italiano († 1989)
- 1922 - Ozren Nedoklan, calciatore e allenatore di calcio jugoslavo († 2004)
- 1923 - Harold Brown, cestista e allenatore di pallacanestro statunitense († 1980)
- 1923 - Vince Dillon, calciatore e allenatore di calcio inglese († 2005)
- 1923 - Paolo Mantegazza, farmacologo e partigiano italiano († 2015)
- 1924 - Roberto Fiore, imprenditore e dirigente sportivo italiano († 2017)
- 1924 - Lucia Ottobrini, partigiana italiana († 2015)
- 1924 - Hannah Semer, giornalista israeliana († 2003)
- 1924 - Gilbert Simondon, filosofo francese († 1989)
- 1924 - Tapan Sinha, regista indiano († 2009)
- 1925 - Franco Bonato, tiratore a volo italiano († 2015)
- 1925 - José Cardoso Pires, drammaturgo e scrittore portoghese († 1998)
- 1925 - Bruno Giust, politico e sindacalista italiano († 2009)
- 1925 - Paul Goldsmith, pilota motociclistico e pilota automobilistico statunitense († 2024)
- 1925 - Leopoldo Paciscopi, scrittore e giornalista italiano († 2018)
- 1925 - Phil Urso, sassofonista e compositore statunitense († 2008)
- 1926 - Ramona Fradon, fumettista statunitense († 2024)
- 1926 - Lucinio Sconfietti, pugile e allenatore di pugilato italiano († 2016)
- 1927 - Nikola Kljusev, politico macedone († 2008)
- 1927 - Uta Ranke-Heinemann, scrittrice, teologa e storica delle religioni tedesca († 2021)
- 1927 - Luciano Rimoldi, dirigente sportivo italiano († 2016)
- 1928 - Gustave Balister, ex schermidore belga
- 1928 - Bonaventure Carvalho, allenatore di pallacanestro senegalese († 2009)
- 1928 - George McFarland, attore e conduttore televisivo statunitense († 1993)
- 1928 - Wolfhart Pannenberg, teologo tedesco († 2014)
- 1928 - Arnold Richardson, giocatore di curling canadese
- 1928 - Carlos Rojas, calciatore cileno
- 1928 - Willy Tröger, calciatore tedesco orientale († 2004)
- 1928 - Bob Weinstock, produttore discografico statunitense († 2006)
- 1929 - Moses Gunn, attore statunitense († 1993)
- 1929 - Robin Hardy, regista britannico († 2016)
- 1929 - Hong Song-nam, politico nordcoreano († 2009)
- 1929 - Tanaquil Le Clercq, ballerina francese († 2000)
- 1929 - Rodolfo Licari, attore italiano († 1994)
- 1929 - Cesare Maestri, alpinista, scrittore e partigiano italiano († 2021)
- 1929 - Gino Stefani, semiologo, musicista e musicologo italiano († 2019)
- 1929 - Giorgio Tadeo, basso italiano († 2008)
- 1930 - Derek Barsham, cantante britannico († 2020)
- 1930 - Ivy Dumont, politica bahamense
- 1930 - Antonio Gala, poeta, scrittore e drammaturgo spagnolo († 2023)
- 1930 - Andre Lucas, militare statunitense († 1970)
- 1930 - Dadamaino, artista italiana († 2004)
- 1930 - Giuseppe Negroni, cantante italiano († 1994)
- 1930 - Wiesława Parszniak, cestista polacca († 2001)
- 1930 - Nino Ricci, pittore e incisore italiano († 2022)
- 1930 - Wally Wolf, nuotatore e pallanuotista statunitense († 1997)
- 1931 - Renzo Biondani, calciatore italiano († 2010)
- 1931 - Keith Campbell, pilota motociclistico australiano († 1958)
- 1931 - Enzo Facciolo, fumettista, disegnatore e grafico italiano († 2021)
- 1932 - Vincenzo Caianiello, giurista, magistrato e politico italiano († 2002)
- 1932 - Eagle Day, giocatore di football americano statunitense († 2008)
- 1932 - Margaret Girvan, nuotatrice britannica († 1979)
- 1932 - Antonio Torres, cestista cileno († 1993)
- 1932 - Ruairí Ó Brádaigh, politico irlandese († 2013)
- 1933 - Buck Clarke, percussionista statunitense († 1988)
- 1933 - Stefano De Fiores, presbitero italiano († 2012)
- 1933 - André Foucher, ciclista su strada francese († 2025)
- 1933 - John Gurdon, biologo britannico
- 1933 - Ernesto Melo Antunes, militare e politico portoghese († 1999)
- 1933 - Phill Niblock, compositore statunitense († 2024)
- 1933 - Michel Plasson, direttore d'orchestra francese
- 1933 - Ronnie Ross, sassofonista e clarinettista britannico († 1991)
- 1933 - Giuliano Sarti, calciatore e allenatore di calcio italiano († 2017)
- 1933 - Michel Van Aerde, ciclista su strada belga († 2020)
- 1933 - Waldo Von Erich, wrestler canadese († 2009)
- 1934 - William Bartley III, filosofo statunitense († 1990)
- 1934 - Carlos Calderón de la Barca, calciatore messicano († 2012)
- 1934 - Severino Dianich, presbitero, teologo e saggista italiano
- 1934 - Edward Fredkin, fisico statunitense († 2023)
- 1934 - Serena Michelotti, attrice italiana († 2011)
- 1934 - Romualdas Murauskas, pugile sovietico († 1979)
- 1934 - Gianluigi Stefanini, calciatore italiano († 2003)
- 1935 - Peter Frankl, pianista ungherese
- 1935 - Robert Henry Lawrence, aviatore statunitense († 1967)
- 1935 - Noriko Ohara, doppiatrice giapponese († 2024)
- 1935 - Franco Oppo, compositore italiano († 2016)
- 1935 - Giuseppe Putzolu, politico e scrittore italiano
- 1935 - Omar Sívori, calciatore, allenatore di calcio e dirigente sportivo argentino († 2005)
- 1936 - Dick Barnett, cestista e allenatore di pallacanestro statunitense († 2025)
- 1936 - Feliciano Belmonte Jr., politico filippino
- 1936 - Connie Dierking, cestista statunitense († 2013)
- 1936 - Tullio Pericoli, pittore, disegnatore e illustratore italiano
- 1936 - Ferdinando Salleo, diplomatico italiano
- 1937 - Alexandru Bădiță, ex pallanuotista rumeno
- 1937 - Roberto Herlitzka, attore italiano († 2024)
- 1937 - Irina Igorevna Povolckaja, regista sovietica
- 1937 - Daniel Francis Walsh, vescovo cattolico statunitense
- 1938 - Rolf Björklund, ex calciatore svedese
- 1938 - Carlos Contreras Guillaume, calciatore cileno († 2020)
- 1938 - Éric Demarsan, compositore francese
- 1938 - Nick Gravenites, cantautore statunitense († 2024)
- 1938 - Abraham Hoffman, cestista israeliano († 2015)
- 1938 - John Petts, allenatore di calcio e ex calciatore inglese
- 1938 - Pierre Rodocanachi, ex schermidore francese
- 1938 - Nicola Tranfaglia, storico e politico italiano († 2021)
- 1939 - Özcan Arkoç, allenatore di calcio e calciatore turco († 2021)
- 1939 - Antonio Curreri, allenatore di calcio italiano
- 1939 - Jurij Nikolaevič Glazkov, cosmonauta sovietico († 2008)
- 1939 - Julio Osorio, cestista panamense († 2022)
- 1939 - Silvio Ramat, critico letterario, saggista e poeta italiano
- 1939 - Stasys Šaparnis, ex pentatleta sovietico
- 1939 - Dan Spătaru, cantante rumeno († 2004)
- 1940 - Antonio Ángel Algora Hernando, vescovo cattolico spagnolo († 2020)
- 1940 - Nanni Galli, pilota automobilistico e imprenditore italiano († 2019)
- 1940 - Gheorghe Gruia, pallamanista e allenatore di pallamano rumeno († 2015)
- 1940 - Pietro Pianta, allenatore di calcio e calciatore italiano († 2015)
- 1940 - Muhammad bin Talal, principe giordano († 2021)
- 1940 - José Todaro, tenore italiano
- 1941 - Zareh Baronian, teologo romeno († 2017)
- 1941 - Michael Gregory Campbell, vescovo cattolico britannico
- 1941 - Fulvio Capezzuoli, scrittore e critico cinematografico italiano († 2024)
- 1941 - John Sinclair, poeta, attivista e cantante statunitense († 2024)
- 1941 - Jean Vallée, cantante, compositore e paroliere belga († 2014)
- 1941 - Youcef Yousfi, politico algerino
- 1942 - Luljeta Bozo, ingegnera e politica albanese
- 1942 - Paola Cavigliasso, politica italiana
- 1942 - Juan Guedes, calciatore spagnolo († 1971)
- 1942 - Asha Parekh, attrice indiana
- 1942 - Steve Sabol, regista statunitense († 2012)
- 1942 - Thomas Sanderling, direttore d'orchestra tedesco
- 1942 - Elio Sicari, ex mezzofondista italiano
- 1942 - Renato Turano, politico italiano († 2021)
- 1942 - Manfred Zapatka, attore tedesco
- 1943 - Italo Bonatti, calciatore italiano († 1977)
- 1943 - Luigi Alberto Colajanni, politico e scultore italiano
- 1943 - Paul Van Himst, allenatore di calcio, ex calciatore e dirigente sportivo belga
- 1943 - Sandro Magister, giornalista e saggista italiano
- 1943 - Yoshiko Nishitani, fumettista giapponese
- 1943 - Eduardo Serra, direttore della fotografia portoghese
- 1943 - Antonio Lazzaro Volpinari, politico sammarinese
- 1944 - Ton Koopman, direttore d'orchestra, organista e clavicembalista olandese
- 1944 - Abas Arslanagić, allenatore di pallamano e ex pallamanista bosniaco
- 1944 - Ronald Dennis, attore, ballerino e cantante statunitense († 2022)
- 1944 - Willie Morgan, ex calciatore scozzese
- 1944 - Federico Roncoroni, scrittore e saggista italiano († 2021)
- 1944 - Abdulah Sidran, scrittore, poeta e sceneggiatore bosniaco († 2024)
- 1944 - Vernor Vinge, scrittore e matematico statunitense († 2024)
- 1944 - Alžan Žarmuchamedov, cestista sovietico († 2022)
- 1945 - Ennio Fiaschi, ex calciatore italiano
- 1945 - Martin Hellman, informatico e crittografo statunitense
- 1945 - John Marshall, allenatore di football americano e giocatore di football americano statunitense († 2021)
- 1945 - Don McLean, cantautore e paroliere statunitense
- 1945 - Shigenobu Murofushi, ex martellista giapponese
- 1945 - Boris Nieslony, artista tedesco
- 1945 - Frank Tejeda, politico statunitense († 1997)
- 1945 - Ted Tollner, allenatore di football americano statunitense
- 1945 - John Trapp, cestista statunitense
- 1946 - Mark Baker, attore statunitense († 2018)
- 1946 - Sonthi Boonyaratglin, politico e generale thailandese
- 1946 - Mirko Brulc, politico sloveno
- 1946 - Glorianda Cipolla, ex sciatrice alpina italiana
- 1946 - Terry Conroy, ex calciatore irlandese
- 1946 - Marie-Georges Pascal, attrice francese († 1985)
- 1946 - Dale Soules, attrice statunitense
- 1946 - Jonathan Summers, baritono australiano
- 1946 - Oreste Vigorito, imprenditore e dirigente sportivo italiano
- 1947 - Joseph Deschoenmaecker, ex ciclista su strada e dirigente sportivo belga
- 1947 - Franco Narducci, politico italiano
- 1947 - Marijan Novak, ex calciatore jugoslavo
- 1947 - Dieter Pfaff, attore tedesco († 2013)
- 1947 - Kazufumi Sakai, ex cestista giapponese
- 1948 - Sergio Ahumada, ex calciatore cileno
- 1948 - Vinko Begović, allenatore di calcio e ex calciatore croato
- 1948 - Angelo Bondi, allenatore di pallacanestro italiano
- 1948 - Dave Booth, allenatore di calcio e ex calciatore inglese
- 1948 - Trevor Brooking, giornalista, dirigente sportivo e ex calciatore inglese
- 1948 - Avery Brooks, attore statunitense
- 1948 - Carlos Juan Fitz-James Stuart, nobile e avvocato spagnolo
- 1948 - Kalle Grundel, ex pilota di rally svedese
- 1948 - Siim Kallas, politico estone
- 1948 - Donna Karan, stilista, imprenditrice e direttrice artistica statunitense
- 1948 - Persis Khambatta, modella e attrice indiana († 1998)
- 1948 - Don Luce, ex hockeista su ghiaccio, allenatore di hockey su ghiaccio e dirigente sportivo canadese
- 1948 - Anna Mitgutsch, critica letteraria e scrittrice austriaca
- 1948 - Joshua Owusu, ex lunghista e triplista ghanese
- 1948 - Jochen Sachse, ex martellista tedesco orientale
- 1948 - Andrea Tamburi, attivista e politico italiano († 1994)
- 1948 - Jurij Vasenin, calciatore sovietico († 2022)
- 1949 - Odis Allison, ex cestista statunitense
- 1949 - Ricardo Barreiro, fumettista argentino († 1999)
- 1949 - Michael Bleekemolen, pilota automobilistico olandese
- 1949 - Klaus Bruengel, compositore tedesco
- 1949 - Paul D'Amato, attore statunitense († 2024)
- 1949 - Richard Hell, bassista, cantante e compositore statunitense
- 1949 - Miroslava Holubová, ex tennista cecoslovacca
- 1949 - Jim Larrañaga, ex cestista e allenatore di pallacanestro statunitense
- 1949 - Annie Leibovitz, fotografa statunitense
- 1949 - Rufat Riskiev, ex pugile uzbeko
- 1949 - Larry Sellers, attore e stuntman statunitense († 2021)
- 1950 - Pietro Algeri, dirigente sportivo, ex ciclista su strada e pistard italiano
- 1950 - Antonio Di Pietro, ex magistrato e politico italiano
- 1950 - Angelyne, cantante e attrice statunitense
- 1950 - Roberto Lombardi, giornalista, tennista e dirigente sportivo italiano († 2010)
- 1950 - Ian McNeice, attore britannico
- 1950 - Mike Rutherford, bassista, polistrumentista e compositore britannico
- 1950 - Ralph Schicha, attore tedesco
- 1950 - Philip Edward Wilson, arcivescovo cattolico australiano († 2021)
- 1951 - Jean-Louis Cazes, ex calciatore francese
- 1951 - Margherita Cogo, politica italiana
- 1951 - Claudio Fragasso, regista cinematografico, sceneggiatore e produttore cinematografico italiano
- 1951 - Panagiōtīs Kouroumplīs, politico greco
- 1951 - Oliviero Lacagnina, compositore italiano
- 1951 - Sam Pellom, ex cestista statunitense
- 1951 - Romina Power, cantante, attrice e personaggio televisivo statunitense
- 1951 - Giorgio Sacchetti, storico italiano
- 1951 - Vitalij Ševčenko, allenatore di calcio e ex calciatore sovietico
- 1951 - Sting, cantautore, polistrumentista e attore britannico
- 1952 - Giuseppe Bressani, ex calciatore italiano
- 1952 - Colin Cotterill, scrittore e fumettista britannico
- 1952 - Giannīs Damanakīs, ex calciatore greco
- 1952 - Václav Kotal, allenatore di calcio, dirigente sportivo e ex calciatore ceco
- 1952 - Alfredo Megido, ex calciatore spagnolo
- 1952 - Ruben Morales, ex calciatore uruguaiano
- 1952 - Pierre Nguyễn Văn Khảm, vescovo cattolico vietnamita
- 1952 - Janusz Olejniczak, pianista e attore polacco († 2024)
- 1952 - Robin Riker, attrice statunitense
- 1953 - Vanessa Bell Armstrong, cantante statunitense
- 1953 - Roberto Bettin, ex arbitro di calcio italiano
- 1953 - Tom Boswell, ex cestista statunitense
- 1953 - Paul Bradshaw, ex calciatore inglese
- 1953 - Jim Cannon, ex calciatore scozzese
- 1953 - Odile Chalvin, ex sciatrice alpina francese
- 1953 - Gianfranco Degli Schiavi, allenatore di calcio e ex calciatore italiano
- 1953 - Ernest Bai Koroma, imprenditore e politico sierraleonese
- 1953 - Willie Pettigrew, ex calciatore scozzese
- 1953 - Luis Alberto Ramos, ex calciatore argentino
- 1953 - Italo Rota, architetto e designer italiano († 2024)
- 1953 - Stefano Verdino, critico letterario italiano
- 1954 - Lorraine Bracco, attrice e ex modella statunitense
- 1954 - John Camilleri, ex calciatore maltese
- 1954 - Diane Carey, scrittrice di fantascienza statunitense
- 1954 - Gianpaolo Dozzo, politico italiano († 2024)
- 1954 - Sergio Eberini, allenatore di calcio e ex calciatore italiano
- 1954 - Chico Fraga, ex calciatore brasiliano
- 1954 - Hank Johnson, politico e avvocato statunitense
- 1954 - Giuliano Molossi, giornalista italiano
- 1954 - Lani O'Grady, attrice statunitense († 2001)
- 1954 - Eran Riklis, regista israeliano
- 1954 - Guy Steele, informatico statunitense
- 1955 - Revaz Chelebadze, ex calciatore sovietico
- 1955 - Ümit Dündar, generale turco
- 1955 - Gary Green, ex giocatore di football americano statunitense
- 1955 - Ezra Johnson, ex giocatore di football americano statunitense
- 1955 - Philip Oakey, cantautore, tastierista e produttore discografico britannico
- 1955 - Tibor Rab, ex calciatore ungherese
- 1955 - Nino Romeo, drammaturgo, regista e attore italiano
- 1955 - Warren Spector, autore di videogiochi statunitense
- 1955 - Unni Straume, regista cinematografica, sceneggiatrice e produttrice cinematografica norvegese
- 1955 - Susi Sánchez, attrice spagnola
- 1956 - Charlie Adler, doppiatore statunitense
- 1956 - Philippe Ballot, arcivescovo cattolico francese
- 1956 - Les Briley, ex calciatore inglese
- 1956 - Leszek Dunecki, ex velocista polacco
- 1956 - Freddie Jackson, cantante statunitense
- 1956 - Arvid Kramer, ex cestista statunitense
- 1956 - Renzo Mazzarri, apneista italiano
- 1956 - Jonathan Speelman, scacchista inglese
- 1957 - José Maria de Almeida, politico brasiliano
- 1957 - Wade Dooley, ex rugbista a 15 e dirigente sportivo britannico
- 1957 - Emanuel Farrugia, ex calciatore maltese
- 1957 - Tullio Ferro, compositore e chitarrista italiano
- 1957 - Mamadou Jimi Mbaye, chitarrista senegalese († 2025)
- 1957 - Osman Kavala, imprenditore e filantropo turco
- 1957 - Donato Laraspata, criminale italiano
- 1957 - Kate St John, polistrumentista, compositrice e arrangiatrice britannica
- 1957 - Javier Subirats, allenatore di calcio e ex calciatore spagnolo
- 1957 - Maurizio Venturi, allenatore di calcio e ex calciatore italiano
- 1958 - Bob Bolder, ex calciatore britannico
- 1958 - Hsu Tsu-ling, ex cestista taiwanese
- 1958 - Robbie Nevil, cantante e chitarrista statunitense
- 1958 - Laurette Onkelinx, politica belga
- 1958 - Daniel Peacock, attore, scrittore e regista britannico
- 1958 - Didier Sénac, ex calciatore francese
- 1958 - Jeffrey Weissman, attore statunitense
- 1958 - Fulvio Zuccheri, calciatore e allenatore di calcio italiano († 2007)
- 1959 - Bruce Balan, scrittore statunitense
- 1959 - Kevin Eldon, attore britannico
- 1959 - Luis Fernández, allenatore di calcio e ex calciatore spagnolo
- 1959 - Lena Hades, pittrice russa
- 1959 - Rudolf Koelman, violinista olandese
- 1959 - Rodrigo Santander, ex calciatore cileno
- 1960 - Glenn Anderson, ex hockeista su ghiaccio canadese
- 1960 - Shinji Aramaki, regista giapponese
- 1960 - Enrico Baiano, clavicembalista italiano
- 1960 - Django Bates, musicista inglese
- 1960 - Floyd Cardoz, cuoco, imprenditore e personaggio televisivo indiano († 2020)
- 1960 - Fabio Colombo, ex cestista e allenatore di pallacanestro italiano
- 1960 - Massimo Gramellini, giornalista, scrittore e conduttore televisivo italiano
- 1960 - Johan Lammerts, ex ciclista su strada olandese
- 1960 - Chuck Pagano, ex giocatore di football americano e allenatore di football americano statunitense
- 1960 - Barbara Kesel, fumettista statunitense
- 1960 - Joe Sacco, fumettista e giornalista maltese
- 1960 - Diego Sozzani, politico italiano
- 1960 - Gianfranco Stevanin, serial killer italiano
- 1960 - Terence Winter, sceneggiatore e produttore televisivo statunitense
- 1961 - Dan Corneliusson, ex calciatore svedese
- 1961 - Steve La Chance, ballerino, coreografo e insegnante statunitense
- 1961 - Ferruccio Mariani, allenatore di calcio e ex calciatore italiano
- 1961 - Stefano Ordini, pianista, compositore e polistrumentista italiano
- 1961 - Steve Purcell, fumettista, disegnatore e regista statunitense
- 1961 - Mark Schauer, politico statunitense
- 1961 - Nico Verhoeven, dirigente sportivo e ex ciclista su strada olandese
- 1961 - Zoran Vujčić, ex calciatore croato
- 1962 - Jeff Bennett, doppiatore statunitense
- 1962 - Jeff Campbell, ex pallanuotista statunitense
- 1962 - Jim Hoffmann, hockeista su ghiaccio canadese († 2024)
- 1962 - Brian Holm, dirigente sportivo, ex ciclista su strada e pistard danese
- 1962 - Russ Irwin, tastierista, chitarrista e cantante statunitense
- 1962 - Joe Lara, attore, musicista e artista marziale statunitense († 2021)
- 1962 - Mark Rypien, ex giocatore di football americano canadese
- 1962 - Fredi Walker, attrice e cantante statunitense
- 1962 - Bebi Dol, cantante serba
- 1963 - Tony Agana, ex calciatore inglese
- 1963 - Roberto Alboni, politico italiano
- 1963 - Thierry Bacconnier, calciatore francese († 2007)
- 1963 - Manuel Baixauli, scrittore spagnolo
- 1963 - Maria Ressa, giornalista filippina
- 1963 - Neil Thompson, allenatore di calcio e ex calciatore inglese
- 1963 - Joe Walker, montatore britannico
- 1963 - Daihachi Yoshida, regista e sceneggiatore giapponese
- 1964 - Amarildo Souza do Amaral, ex calciatore brasiliano
- 1964 - Massimo Bergami, economista e dirigente d'azienda italiano
- 1964 - Macharbek Chadarcev, ex lottatore e politico russo
- 1964 - Roger De Sá, allenatore di calcio e ex calciatore sudafricano
- 1964 - Christophe Deylaud, ex rugbista a 15 e allenatore di rugby a 15 francese
- 1964 - Sheila Echols, ex velocista e lunghista statunitense
- 1964 - Ciro Fanelli, vescovo cattolico italiano
- 1964 - Maurizio Geri, chitarrista, compositore e cantante italiano
- 1964 - Laurence Mason, attore statunitense
- 1964 - Francesco Molinari, politico italiano
- 1964 - Muhsin Musabah, ex calciatore emiratino
- 1964 - Rada Rajić-Ristić, giornalista, scrittrice e traduttrice serba
- 1964 - Josè Rallo, imprenditrice italiana
- 1964 - Marty Raymond, allenatore di hockey su ghiaccio e ex hockeista su ghiaccio canadese
- 1964 - John Robertson, allenatore di calcio e ex calciatore britannico
- 1964 - Mitchell Thomas, ex calciatore inglese
- 1965 - Darren Cahill, allenatore di tennis e ex tennista australiano
- 1965 - Francesca Dellera, attrice e modella italiana
- 1965 - David D'Or, cantante israeliano
- 1965 - Keith Ridgway, scrittore irlandese
- 1965 - Tim Staffel, scrittore e regista teatrale tedesco
- 1966 - Clet Abraham, artista francese
- 1966 - John Beresford, ex calciatore inglese
- 1966 - Carlos Cuarón, regista e sceneggiatore messicano
- 1966 - Nicola Raffaele Di Matteo, editore italiano
- 1966 - Mousse T., disc jockey e produttore discografico tedesco
- 1966 - Giancarlo Kalabrugovic, comico e cabarettista italiano
- 1966 - Peter Knäbel, dirigente sportivo, allenatore di calcio e ex calciatore tedesco
- 1966 - Claudia Lössl, attrice e doppiatrice tedesca
- 1966 - Paolo Martella, cantante italiano
- 1966 - Ángel Merino, ex calciatore e allenatore di calcio spagnolo
- 1966 - Chris Youngblood, wrestler statunitense († 2021)
- 1966 - Natalia Svisceva, ex cestista e allenatrice di pallacanestro moldava
- 1966 - Yokozuna, wrestler statunitense († 2000)
- 1967 - Petter Belsvik, allenatore di calcio e ex calciatore norvegese
- 1967 - Vittorio Benedetti, attore italiano
- 1967 - Frank Fredericks, ex velocista e dirigente sportivo namibiano
- 1967 - Juan Carlos García, cavaliere colombiano
- 1967 - Alex Karp, imprenditore statunitense
- 1967 - Karlos Kirby, bobbista statunitense
- 1967 - Thomas Muster, allenatore di tennis e ex tennista austriaco
- 1967 - Ardem Patapoutian, biologo libanese
- 1967 - Martin Švagerko, ex saltatore con gli sci slovacco
- 1967 - Lew Temple, attore statunitense
- 1967 - Gillian Welch, cantautrice statunitense
- 1967 - Hideyuki Yonehara, fumettista giapponese
- 1968 - Andreas Brignoli, ex cestista e allenatore di pallacanestro italiano
- 1968 - Lucy Cohu, attrice britannica
- 1968 - Curtiss Cook, attore statunitense
- 1968 - Mark Crear, ex ostacolista statunitense
- 1968 - Roger A. Fratter, regista e sceneggiatore italiano
- 1968 - Cristina Golotta, attrice italiana
- 1968 - Donald Goss, ex nuotatore canadese
- 1968 - Phil Gray, ex calciatore nordirlandese
- 1968 - Stefano Intini, fumettista italiano
- 1968 - Kjetil Knutsen, allenatore di calcio norvegese
- 1968 - Lorenc Leskaj, ex calciatore albanese
- 1968 - Range Murata, illustratore e designer giapponese
- 1968 - Jana Novotná, tennista ceca († 2017)
- 1968 - Stefano Rusconi, ex cestista e allenatore di pallacanestro italiano
- 1968 - Joey Slotnick, attore e doppiatore statunitense
- 1968 - Kelly Willis, cantautrice statunitense
- 1969 - Andrej Belofastov, pallanuotista sovietico
- 1969 - Svetlana Căpățînă, politica moldava († 2022)
- 1969 - Joe Falzon, ex calciatore maltese
- 1969 - Badly Drawn Boy, cantautore e musicista inglese
- 1969 - Dejan Govedarica, ex calciatore serbo
- 1969 - Natasha Little, attrice britannica
- 1969 - Paperboy, rapper statunitense
- 1969 - Marcus Robertson, ex giocatore di football americano e allenatore di football americano statunitense
- 1969 - Yuka Tokumitsu, doppiatrice giapponese
- 1969 - Rod Wallace, ex calciatore inglese
- 1970 - Howard Drossin, compositore e musicista statunitense
- 1970 - Stefan Feld, autore di giochi tedesco
- 1970 - Stylophonic, disc jockey e produttore discografico italiano
- 1970 - Hossein Hosseini, ex calciatore e ex giocatore di calcio a 5 iraniano
- 1970 - Catherine Kellner, attrice statunitense
- 1970 - Matteo Marani, giornalista e dirigente sportivo italiano
- 1970 - Tim Moore, politico statunitense
- 1970 - Marco Nuti, pallavolista italiano
- 1970 - Kelly Ripa, attrice, doppiatrice e conduttrice televisiva statunitense
- 1970 - Dominik Thalhammer, allenatore di calcio e dirigente sportivo austriaco
- 1970 - Maribel Verdú, attrice spagnola
- 1971 - Eddie Butler, cantante israeliano
- 1971 - Massimo Cunegatti, ex hockeista su pista italiano
- 1971 - Takeo Harada, ex calciatore giapponese
- 1971 - Marcos Corrêa dos Santos, ex calciatore brasiliano
- 1971 - Naushad Moosa, ex calciatore e allenatore di calcio indiano
- 1971 - Xavier Naidoo, cantante, produttore discografico e attore tedesco
- 1971 - Brent Renaud, giornalista, fotoreporter e regista statunitense († 2022)
- 1971 - Jim Root, polistrumentista statunitense
- 1971 - Chris Savino, scrittore, fumettista e animatore statunitense
- 1971 - Cyril Serredszum, allenatore di calcio e ex calciatore francese
- 1971 - Tiffany, cantante e attrice statunitense
- 1971 - Mario Vujović, allenatore di calcio e ex calciatore macedone
- 1971 - Aaron Williams, ex cestista statunitense
- 1972 - Abdulnasser Al Obaidly, ex calciatore qatariota
- 1972 - Emma Colberti, attrice francese
- 1972 - Michele Gamba, maratoneta e mezzofondista italiano
- 1972 - Tara Dawn Holland, modella e attrice statunitense
- 1972 - NaShawn Kearse, attore statunitense
- 1972 - Lee Sang-yeop, schermidore sudcoreano
- 1972 - Leonardo Lupi, ex calciatore venezuelano
- 1972 - Aaron McKie, ex cestista e allenatore di pallacanestro statunitense
- 1972 - Gift Muzadzi, ex calciatore zimbabwese
- 1972 - Ingi Rasmussen, ex calciatore faroese
- 1972 - Aleksandar Vulin, politico serbo
- 1973 - Luca Abete, personaggio televisivo italiano
- 1973 - André Breitenreiter, allenatore di calcio e ex calciatore tedesco
- 1973 - Sean Cranney, ex calciatore australiano
- 1973 - Lene Grawford Nystrøm, cantante norvegese
- 1973 - Giovanni Davide Maderna, regista, scrittore e produttore cinematografico italiano
- 1973 - René Marechal, ex giocatore di calcio a 5 olandese
- 1973 - Valentina Petrillo, atleta paralimpica italiana
- 1973 - Proof, rapper statunitense († 2006)
- 1973 - Matteo Rubin, pilota motociclistico italiano
- 1973 - Vjerka Serdjučka, cantante ucraino
- 1974 - Stelian Carabaș, ex calciatore rumeno
- 1974 - Priya Cooper, nuotatrice australiana
- 1974 - Bjarke Ingels, architetto danese
- 1974 - Jiaxin Cheng, violoncellista cinese
- 1974 - Anthony Johnson, ex cestista statunitense
- 1974 - Michelle Krusiec, attrice statunitense
- 1974 - Goran Malus, attore e doppiatore croato
- 1974 - Gaetano Partipilo, sassofonista italiano
- 1974 - Robert Edwards, ex giocatore di football americano statunitense
- 1974 - Sam Roberts, cantautore canadese
- 1974 - René Sommerfeldt, ex fondista tedesco
- 1975 - Obeid Al-Dosari, ex calciatore saudita
- 1975 - Mohammad Al-Sahafi, ex calciatore saudita
- 1975 - Sara Casadei, ex nuotatrice sammarinese
- 1975 - Dave Challinor, ex calciatore inglese
- 1975 - Girvan Dempsey, ex rugbista a 15, allenatore di rugby a 15 e dirigente sportivo irlandese
- 1975 - Gianluca Falsini, allenatore di calcio e ex calciatore italiano
- 1975 - Samuel Garcia, ex calciatore francese
- 1975 - Olivia Magnani, attrice italiana
- 1975 - Michele Marcolini, allenatore di calcio e ex calciatore italiano
- 1975 - Fernando Martel, ex calciatore cileno
- 1975 - Matthew Pearl, scrittore e critico letterario statunitense
- 1975 - Petr Pála, allenatore di tennis e ex tennista ceco
- 1975 - Valentyna Ševčenko, ex fondista ucraina
- 1975 - Adelmo Togliani, attore, regista e sceneggiatore italiano
- 1975 - Rie Yamaki, ex calciatrice giapponese
- 1975 - Christina Zeyen, ex cestista tedesca
- 1976 - Zafer Biryol, allenatore di calcio e ex calciatore turco
- 1976 - Erik Braal, allenatore di pallacanestro olandese
- 1976 - Eric Burlison, politico statunitense
- 1976 - Anita Kulcsár, pallamanista ungherese († 2005)
- 1976 - Mandisa, cantante statunitense († 2024)
- 1976 - Jurij Možarovs'kyj, arbitro di calcio ucraino
- 1976 - Galt Niederhoffer, regista e produttrice cinematografica statunitense
- 1976 - Ryan Robertson, ex cestista statunitense
- 1976 - Freddy dos Santos, ex calciatore capoverdiano
- 1977 - Patrick Barul, ex calciatore francese
- 1977 - Carlos Bonet Cáceres, ex calciatore paraguaiano
- 1977 - Didier Défago, ex sciatore alpino svizzero
- 1977 - Alessandro Garbin, personaggio televisivo e attore italiano († 2009)
- 1977 - Lindsay Gottlieb, ex cestista e allenatrice di pallacanestro statunitense
- 1977 - Andreas Helgstrand, cavaliere danese
- 1978 - Lo'ai Al-Amaireh, ex calciatore giordano
- 1978 - Raffaella Cavalli, cantante italiana
- 1978 - Nick Gomez, attore statunitense
- 1978 - Ayumi Hamasaki, cantautrice, produttrice discografica e attrice giapponese
- 1978 - Matt Hancock, politico britannico
- 1978 - Marcel Maltritz, ex calciatore tedesco
- 1978 - Kakhaber Mzhavanadze, ex calciatore georgiano
- 1978 - Şule Şahbaz, ex sollevatrice turca
- 1979 - Michael John Ball, ex calciatore inglese
- 1979 - Inoki, rapper e produttore discografico italiano
- 1979 - Balázs Borbély, allenatore di calcio e ex calciatore slovacco
- 1979 - Primož Brezec, ex cestista e dirigente sportivo sloveno
- 1979 - Brianna Brown, attrice e produttrice cinematografica statunitense
- 1979 - Karen Cockburn, ginnasta canadese
- 1979 - Yann Cucherat, ex ginnasta francese
- 1979 - Arta Dobroshi, attrice kosovara
- 1979 - Francisco Fonseca, ex calciatore messicano
- 1979 - Maja Ivarsson, cantante svedese
- 1979 - Luis Pasamontes, ciclista su strada spagnolo
- 1979 - Corey Smith, giocatore di football americano statunitense († 2009)
- 1979 - Luca Solari, ex ciclista su strada italiano
- 1979 - Julien Vauclair, dirigente sportivo, allenatore di hockey su ghiaccio e ex hockeista su ghiaccio svizzero
- 1980 - Hélène Bouchet, danzatrice francese
- 1980 - Kęstutis Budrys, funzionario e politico lituano
- 1980 - Lucas Castromán, ex calciatore argentino
- 1980 - Marius Croitoru, allenatore di calcio e ex calciatore rumeno
- 1980 - Mizio Curcio, sceneggiatore italiano
- 1980 - Tufan Ersöz, ex cestista turco
- 1980 - Filipe Teixeira, ex calciatore portoghese
- 1980 - Rubén Darío Gigena, ex calciatore argentino
- 1980 - Lorinza Harrington, ex cestista statunitense
- 1980 - Lee Ga-ryeong, attrice sudcoreana
- 1980 - Stefano Lucchini, allenatore di calcio e ex calciatore italiano
- 1980 - Massimiliano Mazzucchi, ex tuffatore italiano
- 1980 - Harri J. Rantala, regista e produttore cinematografico finlandese
- 1980 - Sheila Townsend, ex cestista canadese
- 1980 - Laura Zacchilli, ex ginnasta italiana
- 1981 - Jared Angle, ex ballerino statunitense
- 1981 - Angelo Antonazzo, dirigente sportivo e ex calciatore italiano
- 1981 - Matteo Branciamore, attore e cantante italiano
- 1981 - James Cerretani, tennista e allenatore di tennis statunitense
- 1981 - Vincent Debaty, rugbista a 15 belga
- 1981 - Erwin Dudley, ex cestista statunitense
- 1981 - Matt Freije, ex cestista statunitense
- 1981 - Riad Garcia, pallavolista brasiliano
- 1981 - Santi Kolk, ex calciatore olandese
- 1981 - Trace Lysette, attrice statunitense
- 1981 - Federica Manzon, scrittrice italiana
- 1981 - Romain Rocchi, ex calciatore francese
- 1981 - Sidney Samson, disc jockey olandese
- 1981 - Aggelos Tsamīs, ex cestista greco
- 1981 - Laurence Van Malderen, ex cestista belga
- 1981 - Abdoulaye Wagne, mezzofondista senegalese
- 1981 - Luke Wilkshire, allenatore di calcio e ex calciatore australiano
- 1982 - Tyson Chandler, ex cestista statunitense
- 1982 - Esra Gümüş, ex pallavolista turca
- 1982 - Amanda Hale, attrice britannica
- 1982 - Sati Kazanova, cantante, modella e attrice russa
- 1982 - Stephen Pearson, ex calciatore scozzese
- 1982 - Thomas Päch, allenatore di pallacanestro tedesco
- 1982 - Adje, rapper olandese
- 1982 - Jasmine Sinclair, modella britannica
- 1982 - Gary Wilkinson, ex cestista statunitense
- 1982 - Miki Yoshikawa, fumettista giapponese
- 1982 - Igor Zelenay, ex tennista slovacco
- 1983 - Prakash Amritraj, ex tennista indiano
- 1983 - Miho Fukumoto, calciatrice giapponese
- 1983 - Hwang Bo-ra, attrice sudcoreana
- 1983 - Jordan Jurukov, ex calciatore bulgaro
- 1983 - Michael Kipyego, ex mezzofondista, siepista e maratoneta keniota
- 1983 - Maherzia Ksouri, ex cestista tunisina
- 1983 - Srđan Lakić, ex calciatore croato
- 1983 - Stephen Markley, scrittore e giornalista statunitense
- 1983 - Lucas Preti, arrampicatore e regista italiano
- 1984 - Ismail Al-Amour, calciatore palestinese
- 1984 - Marion Bartoli, ex tennista francese
- 1984 - Riccardo Bertagnon, giocatore di baseball italiano
- 1984 - Jiří Fleišman, calciatore ceco
- 1984 - Andrij Hitčenko, ex calciatore ucraino
- 1984 - Eldin Jakupović, ex calciatore bosniaco
- 1984 - Humberto Mendoza, ex calciatore colombiano
- 1984 - Alessandro Moro, ex calciatore italiano
- 1984 - John Morris, doppiatore statunitense
- 1984 - Goran Popov, ex calciatore macedone
- 1984 - Peter Varellas, pallanuotista statunitense
- 1984 - Yedidya Vital, attore cinematografico israeliano
- 1985 - Çağlar Birinci, ex calciatore turco
- 1985 - Bobo Bola, ex calciatore ruandese
- 1985 - George Boyd, ex calciatore scozzese
- 1985 - Martins Ekwueme, calciatore nigeriano
- 1985 - Rexel Ryan Fabriga, tuffatore filippino
- 1985 - Rocco Giusti, attore italiano
- 1985 - Steeve Guénot, ex lottatore francese
- 1985 - Micah Hilton, calciatore montserratiano
- 1985 - Brandon Jackson, giocatore di football americano statunitense
- 1985 - Ciprian Marica, ex calciatore rumeno
- 1985 - Mzwandile Ndzimandze, ex calciatore swati
- 1985 - Philipp Netzer, ex calciatore austriaco
- 1985 - Hristo Nikolov, cestista bulgaro
- 1985 - Olivia Ong, cantante singaporiana
- 1985 - Sebastian Schwarz, pallavolista tedesco
- 1985 - Linda Stahl, giavellottista tedesca
- 1986 - Camilla Belle, attrice statunitense
- 1986 - Filip Berg, attore svedese
- 1986 - Kiko Casilla, ex calciatore spagnolo
- 1986 - Mitchell Docker, ex ciclista su strada e pistard australiano
- 1986 - Nelson Henriques, canoista angolano
- 1986 - Sebastián Hernández, calciatore colombiano
- 1986 - Maurice Leggett, giocatore di football americano statunitense
- 1986 - Zachary Pollari, ex giocatore di football americano canadese
- 1986 - Markus Riva, cantante e conduttore televisivo lettone
- 1986 - Sandra Sigurðardóttir, calciatrice islandese
- 1986 - Maxime Tissot, allenatore di sci alpino e ex sciatore alpino francese
- 1986 - Olivio da Rosa, calciatore brasiliano
- 1987 - Edin Ademović, ex calciatore serbo
- 1987 - Giulia Agostinetto, pallavolista italiana
- 1987 - Mathías Cardacio, ex calciatore uruguaiano
- 1987 - Caterina Ceraudo, cuoca, enologa e imprenditrice italiana
- 1987 - Stephen Dennis, ex cestista statunitense
- 1987 - Keith Earls, rugbista a 15 irlandese
- 1987 - Jorge Fernández, discobolo cubano
- 1987 - Dia Frampton, cantautrice statunitense
- 1987 - Ole Jørgen Halvorsen, calciatore norvegese
- 1987 - Joe Ingles, cestista australiano
- 1987 - Angel Tom Karumathy, attore italiano
- 1987 - Phil Kessel, hockeista su ghiaccio statunitense
- 1987 - Christopher Larkin, attore statunitense
- 1987 - Andrei Mandache, cestista rumeno
- 1987 - Maja Milutinović, ex cestista montenegrina
- 1987 - Sabri Raheel, calciatore egiziano
- 1987 - Ruan Lufei, scacchista cinese
- 1987 - Juan Sánchez Sotelo, calciatore argentino
- 1987 - Kōsuke Uchida, ex calciatore giapponese
- 1987 - Andrėj Čuchlej, ex calciatore bielorusso
- 1988 - Jack Collison, allenatore di calcio e ex calciatore gallese
- 1988 - Brittany Howard, cantautrice e musicista statunitense
- 1988 - Sascha Kotysch, allenatore di calcio e ex calciatore tedesco
- 1988 - Flavie Lemaître, allenatrice di calcio e ex calciatrice francese
- 1988 - Abel Mutai, siepista keniota
- 1988 - Antonino Parrinello, ex ciclista su strada italiano
- 1988 - Gabriele Patriarca, doppiatore, direttore del doppiaggio e dialoghista italiano
- 1988 - Constantin Popovici, tuffatore rumeno
- 1988 - Hamdan Qassim, calciatore emiratino
- 1988 - Ismael Quílez, calciatore argentino
- 1988 - Alex Tenorio Rodrigues de Lima, ex calciatore brasiliano
- 1988 - Ivan Zaytsev, pallavolista italiano
- 1989 - Marta Gastini, attrice italiana
- 1989 - Kristen Marie Griest, militare
- 1989 - Aaron Hicks, giocatore di baseball statunitense
- 1989 - George Hotz, informatico statunitense
- 1989 - Diamond Platnumz, cantante tanzaniano
- 1989 - George Nash, canottiere britannico
- 1989 - Andrea Nucita, pilota di rally italiano
- 1989 - Marlie Packer, rugbista a 15 britannica
- 1989 - Shō Sasaki, calciatore giapponese
- 1989 - Donald Solomon, calciatore britannico
- 1989 - Aymen Tahar, ex calciatore algerino
- 1989 - Janina Uhse, attrice tedesca
- 1990 - Rafael Acosta, ex calciatore uruguaiano
- 1990 - Samantha Barks, attrice e cantante mannese
- 1990 - Dean Bouzanis, calciatore australiano
- 1990 - Robert Brant, pugile statunitense
- 1990 - Mikkel Diskerud, ex calciatore norvegese
- 1990 - Christopher Drazan, calciatore austriaco
- 1990 - Barbara Guarischi, ciclista su strada e pistard italiana
- 1990 - Ivan Martić, ex calciatore svizzero
- 1990 - Platiny, calciatore brasiliano
- 1990 - Maximiliano Rodríguez Maeso, ex calciatore uruguaiano
- 1990 - Jordanne Scott, pallavolista statunitense
- 1990 - Shekhinah, cantante sudafricana
- 1990 - Divine, rapper indiano
- 1991 - Yerik Alzhanov, pugile kazako
- 1991 - Raven Barber, cestista statunitense
- 1991 - Daniel Bigham, ingegnere, ex pistard e ciclista su strada britannico
- 1991 - Aaron Colvin, giocatore di football americano statunitense
- 1991 - Brandyn Curry, ex cestista statunitense
- 1991 - Roberto Firmino, calciatore brasiliano
- 1991 - Gonzalo Freitas, calciatore uruguaiano
- 1991 - Sivert Heltne Nilsen, calciatore norvegese
- 1991 - Lee Hodson, calciatore nordirlandese
- 1991 - Danila Izotov, nuotatore russo
- 1991 - Kim Ho-joong, cantante sudcoreano
- 1991 - Stanislav Kostov, calciatore bulgaro
- 1991 - Lee Eun-byeol, pattinatrice di short track sudcoreana
- 1991 - Smino, rapper statunitense
- 1991 - Fernando Torrent, calciatore argentino
- 1991 - Ethan Warren, tuffatore australiano
- 1992 - Alisson Becker, calciatore brasiliano
- 1992 - Margaux Fabre, nuotatrice francese
- 1992 - Håvard Holmefjord Lorentzen, pattinatore di velocità su ghiaccio norvegese
- 1992 - Shane Larkin, cestista statunitense
- 1992 - Adriana Leon, calciatrice canadese
- 1992 - Rubén Luna, ex calciatore messicano
- 1992 - Tobias Müller, sciatore freestyle e sciatore alpino tedesco
- 1992 - Elena Nikitina, skeletonista russa
- 1992 - Ezequiel Palacios, pallavolista argentino
- 1992 - Tamara Pochekutova, schermitrice kazaka
- 1992 - Furug Qodirov, ex calciatore tagiko
- 1992 - Nicol Ruprecht, ex ginnasta austriaca
- 1992 - Shanice van de Sanden, calciatrice olandese
- 1992 - Cebio Soukou, calciatore tedesco
- 1992 - Lucy Staniforth, calciatrice inglese
- 1992 - Valentin Tanner, giocatore di curling svizzero
- 1992 - Emelie Wikström, ex sciatrice alpina svedese
- 1993 - Michy Batshuayi, calciatore belga
- 1993 - Martin Bukata, calciatore slovacco
- 1993 - Aslanbek Kákimov, calciatore kazako
- 1993 - Lance McCullers Jr., giocatore di baseball statunitense
- 1993 - Elizabeth McLaughlin, attrice statunitense
- 1993 - Simon Msuva, calciatore tanzaniano
- 1993 - Lasha T'alakhadze, ex sollevatore georgiano
- 1993 - Kimberly Williamson, altista giamaicana
- 1993 - T.J. Yeldon, giocatore di football americano statunitense
- 1994 - Rachele Baldi, calciatrice italiana
- 1994 - Yacouba Coulibaly, calciatore burkinabé
- 1994 - Romaro Gill, cestista giamaicano
- 1994 - Paweł Jaroszyński, calciatore polacco
- 1994 - Brendan Meyer, attore canadese
- 1994 - Farshad Noor, calciatore afghano
- 1994 - Jan Van den Bergh, calciatore belga
- 1994 - Eddy Yusof, ginnasta svizzero
- 1994 - Julija Čumačenko, altista ucraina
- 1995 - Chiara Bellei, pallavolista italiana
- 1995 - Bùi Tiến Dũng, calciatore vietnamita
- 1995 - Ashley Fletcher, calciatore inglese
- 1995 - Daníel Leó Grétarsson, calciatore islandese
- 1995 - Isaac Haas, cestista statunitense
- 1995 - Hayner, calciatore brasiliano
- 1995 - Norah Jeruto, siepista e mezzofondista keniota
- 1995 - Mokhigul Khamdamova, atleta paralimpica uzbeka
- 1995 - Brooke McCarty, cestista statunitense
- 1995 - Yannick Mukunzi, calciatore ruandese
- 1995 - Moussa Njie, calciatore norvegese
- 1995 - Pedro Henrique, calciatore brasiliano
- 1996 - Deng Acuoth, cestista sudsudanese
- 1996 - Sam Brotherton, ex calciatore neozelandese
- 1996 - Ricardo Calvo, pallavolista cubano
- 1996 - Keston Davies, calciatore gallese
- 1996 - Róger Guedes, calciatore brasiliano
- 1996 - Matvei Igonen, calciatore estone
- 1996 - Nanasei Iino, calciatore giapponese
- 1996 - Mar"jan Mysyk, calciatore ucraino
- 1996 - Axel Müller, calciatore uruguaiano
- 1996 - Guilherme Samaia, ex pilota automobilistico brasiliano
- 1996 - Ryōma Watanabe, calciatore giapponese
- 1996 - Larry ten Voorde, pilota automobilistico olandese
- 1997 - Tammy Abraham, calciatore inglese
- 1997 - Patsapong Amsam-ang, astista thailandese
- 1997 - Joseph Baena, attore, culturista e modello statunitense
- 1997 - Dardan, rapper tedesco
- 1997 - Nicolás Delgadillo, calciatore argentino
- 1997 - Stefano Guerrato, pallanuotista italiano
- 1997 - Ross Haslam, tuffatore britannico
- 1997 - Sofian Kiyine, calciatore marocchino
- 1997 - Alina Freund, attrice e doppiatrice tedesca
- 1998 - Elliot Benchetrit, tennista marocchino
- 1998 - Brian Bowen, cestista statunitense
- 1998 - Kalia Davis, giocatore di football americano statunitense
- 1998 - Tim Freriks, calciatore olandese
- 1998 - Theo Jackson, giocatore di football americano statunitense
- 1998 - Gift Links, calciatore sudafricano
- 1998 - Christian Manrique, calciatore spagnolo
- 1998 - Radostina Marinova, pallavolista bulgara
- 1998 - Alessandro Miressi, nuotatore italiano
- 1998 - Jordi Osei-Tutu, calciatore inglese
- 1998 - Alessia Santeramo, scacchista italiana
- 1998 - Matouš Trmal, calciatore ceco
- 1998 - Alfie Whiteman, calciatore inglese
- 1999 - Tomás Attis, calciatore argentino
- 1999 - Elves Baldé, calciatore guineense
- 1999 - Skye Blue, wrestler statunitense
- 1999 - Rafael Bustamante, calciatore colombiano
- 1999 - Maxime Godart, attore francese
- 1999 - Ibrahim Imoro, calciatore ghanese
- 1999 - Ihor Nykyforuk, lottatore ucraino
- 1999 - Nebiyou Perry, calciatore statunitense
- 1999 - Mikkel Solbakken, sciatore alpino norvegese
- 1999 - Jake Stewart, ciclista su strada e pistard britannico
- 1999 - Igor' Čžan, ciclista su strada kazako
- 2000 - Younes Delfi, calciatore iraniano
- 2000 - Liang En-shuo, tennista taiwanese
- 2000 - Asim Richards, giocatore di football americano statunitense
- 2000 - Samuel Granada, calciatore brasiliano
- 2000 - Richard Taylor, calciatore inglese
- 2000 - Erick Pulga, calciatore brasiliano

## XXI secolo(27)
- 2001 - Rémi Bourdin, fondista francese
- 2001 - Francesca De Rosa, cestista italiana
- 2001 - Dolgorjavyn Otgonjargal, lottatrice mongola
- 2001 - DJ Steward, cestista statunitense
- 2001 - Martina Toniolo, calciatrice italiana
- 2001 - Luis Mandaca, calciatore brasiliano
- 2002 - Mateus Henrique Alves Silva, calciatore brasiliano
- 2002 - D'Andre Bishop, calciatore antiguo-barbudano
- 2002 - Veljko Mašulović, pallavolista serbo
- 2002 - Jacob Sartorius, cantante statunitense
- 2002 - Dalibor Svrčina, tennista ceco
- 2002 - Wu Meng, sciatrice freestyle cinese
- 2003 - Mario García Alvear, calciatore spagnolo
- 2003 - Ričards Kļanskis, cestista lettone
- 2003 - Zane Maloney, pilota automobilistico barbadiano
- 2003 - Sanija Ozoliņa, ex slittinista lettone
- 2003 - Marin Petkov, calciatore bulgaro
- 2003 - Oscar Vilhelmsson, calciatore svedese
- 2004 - Filip Gravenfors, sciatore freestyle svedese
- 2004 - Illja Krups'kyj, calciatore ucraino
- 2004 - Ehije Ukaki, calciatore nigeriano
- 2005 - Marvin Young, calciatore olandese
- 2005 - Diego van Oorschot, calciatore olandese
- 2006 - Irina Govorukhin, nuotatrice artistica kazaka
- 2007 - Ayyoub Bouaddi, calciatore francese
- 2009 - Lissandro, cantante francese
- 2011 - Licypriya Kangujam, attivista indiana

## Senza anno specificato(2)
- Denzō Ishizaki, supercentenario giapponese († 1999)
- Tom McGillis, produttore televisivo canadese